# Copa del Generalísimo de baloncesto 1968
La Copa del Generalísimo de baloncesto 1968 fue la número 32.º, donde su final se disputó en el Pabellón de Deportes de Gijón de Gijón el 26 de mayo de 1968.

## Octavos de final
Los partidos de ida se jugaron el 21 de abril y los de vuelta el 28 de abril.
| Equipo 1          | Agr.    | Equipo 2             | Ida    | Vuelta |
| ----------------- | ------- | -------------------- | ------ | ------ |
| Real Madrid       | Exento  |                      |        |        |
| CD Colegio Ateneo | 70–191  | Juventud de Badalona | 33–86  | 37–105 |
| CA San Sebastián  | 135–109 | CB Dimar             | 98–58  | 37–51  |
| Alimentos Porta   | 97–131  | CF Barcelona         | 56–66  | 41–65  |
| Club Águilas      | 0–2     | Picadero JC          |        |        |
| SD Kas            | 199–89  | CB Canarias          | 115–46 | 84–43  |
| CB Estudiantes    | 184–139 | Marcol Lanas Aragón  | 97–65  | 87–74  |
| CB Breogán        | 103–173 | CD Mataró            | 64–79  | 39–94  |

## Cuartos de final
Los partidos de ida se jugaron el 5 de mayo y los de vuelta el 12 de mayo.
| Equipo 1         | Agr.    | Equipo 2             | Ida   | Vuelta |
| ---------------- | ------- | -------------------- | ----- | ------ |
| CA San Sebastián | 121–174 | Juventud de Badalona | 65–89 | 56–85  |
| Real Madrid      | 174–137 | CF Barcelona         | 91–61 | 83–76  |
| Picadero JC      | 150–135 | SD Kas               | 82–63 | 68–72  |
| CB Estudiantes   | 160–138 | CD Mataró            | 95–61 | 65–77  |

## Semifinales
Los partidos de ida se jugaron el 19 de mayo y los de vuelta el 23 de mayo.
| Equipo 1             | Agr.    | Equipo 2    | Ida   | Vuelta |
| -------------------- | ------- | ----------- | ----- | ------ |
| Juventud de Badalona | 159–153 | Real Madrid | 78–62 | 81–91  |
| CB Estudiantes       | 128–142 | Picadero JC | 63–67 | 65–75  |

## Final
| 26 de mayo de 1968, 12:30 | Picadero JC                        | 58–55                              | Juventud de Badalona               |                                                                                           |  |
| 12:30 GTM+1               | Marcador por tiempos: 30–24, 28–31 | Marcador por tiempos: 30–24, 28–31 | Marcador por tiempos: 30–24, 28–31 |                                                                                           |  |
|                           | Estadísticas Miguel Albanell 13    | Pts                                | Estadísticas Enrique Margall 18    | Pabellón: Pabellón de Deportes de Gijón, Gijón Árbitros: Santiago Fernández Pablo Berruga |  |

| Campeón de la Copa del Generalísimo 1968 |
| ---------------------------------------- |
| Picadero JC 2.º título                   |